# Evelyn Nelson
Evelyn Merle Roden Nelson (* 25. November 1943 in Hamilton (Ontario) als Evelyn Merle Roden; † 1. August 1987 ebenda) war eine kanadische Mathematikerin, die sich mit Algebra (Universelle Algebra) einschließlich Anwendungen in der Informatik befasste.
Nelson war die Tochter russischer Einwanderer und studierte an der University of Toronto und der McMaster University mit dem Bachelor-Abschluss 1965 und dem Master-Abschluss 1967 (Finiteness of semigroups of operators in universal algebra, Canadian J. Math.). 1970 wurde sie bei Günther Bruns promoviert  (The lattice of equational classes of commutative semigroups). Danach forschte sie weiter an der McMaster University, wo sie 1978 Associate Professor und 1983 Professor wurde. 1982 bis 1984 leitete sie die Fakultät für Informatik. Nachdem sie schon aus Krankheitsgründen die Leitung der Fakultät aufgeben musste, starb sie 1987 an Krebs.
Der Krieger-Nelson-Preis für Frauen in der Mathematik in Kanada ist nach ihr und Cecilia Krieger benannt.